# پیکچرسک

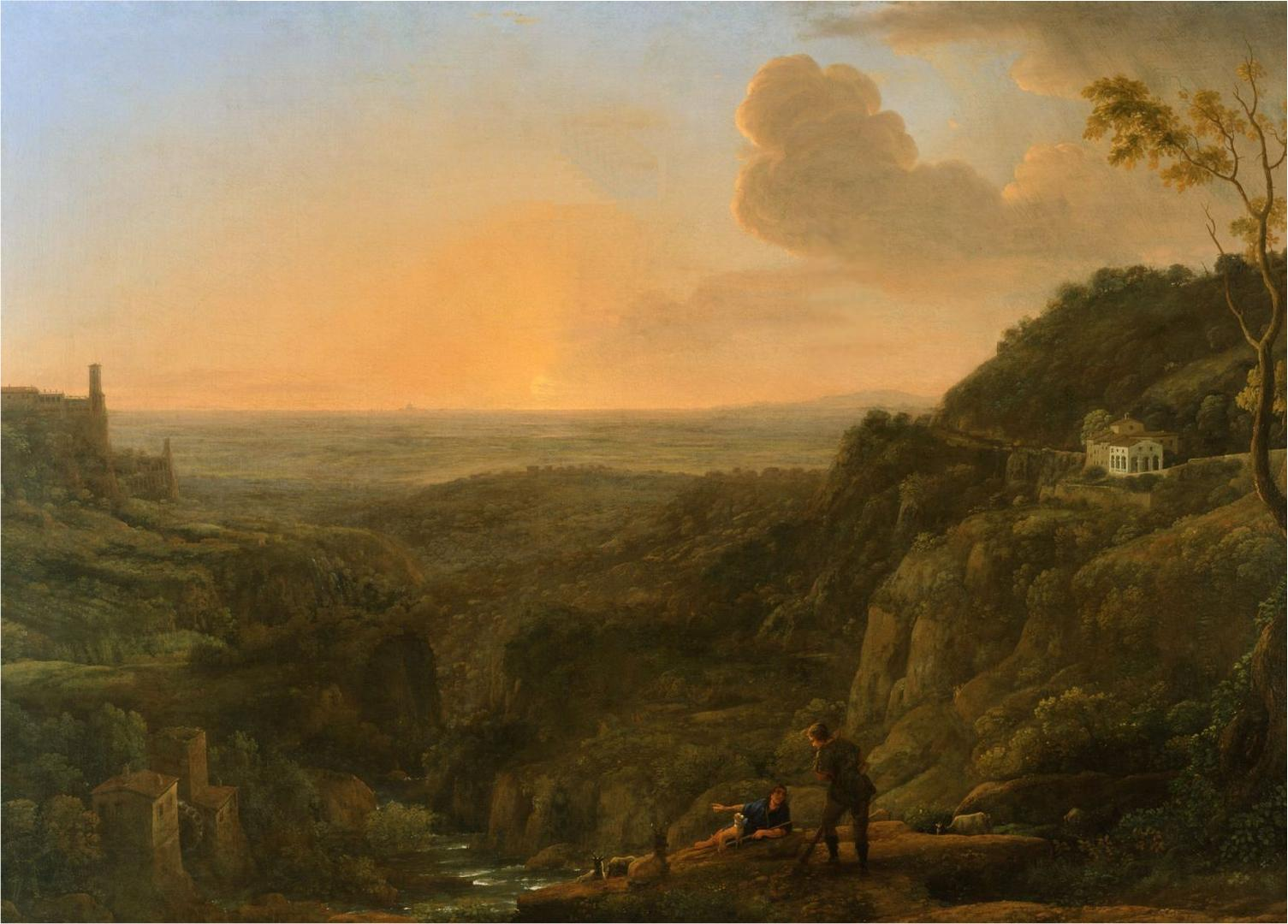
نمای کامپایای از تیوولی در عصر اثر کلود لورین، ۱۶۴۴–۵

پیکچرسک (به انگلیسی: Picturesque) در اصل مفهومی ست که در ابتدای قرن شانزدهم میلادی در ایتالیا، از نقاشی گرفته شد، و در معنای لغوی با ریشه گرفتن از کلمه "pittoresco" شکل یافته‌است. پیکچرسک در نقاشی در ابتدا نمایانگر شیوه‌ای بود که در آن اثر نور و سایه را دوباره ایجاد می‌نمودند تا احساس یکپارچگی را در لندسکیپ، طراحی منظر و چشم‌انداز ایجاد کنند.
پیکچرسک در معنای کاربردی از مفاهیم زیباشناختی ست. اما زیباشناسی که با وجود ریشه‌های رمانتیک، با مولفه‌های نوستالژی، درد، کژی و رگه هایی از زبره کاری و خشونت همراه است. در واقع زیبایی آن، در نحوه اجرا و کاربری نقاشی و طراحی منظر، هم راستا با زیبایی قدهای خمیده انسان‌ها و زیبایی ویرانه‌هاست. در کل تفاوت بین علاقه قدیمی به زیبایی و این زیبایی‌شناسی رمانتیزم جدید، چنین جمع‌بندی می‌شود: «یک قلعه یا کاخ با معماری یونانی در حالت کامل و بی‌نقصش، با سطوح و رنگ‌های یک‌دست و صاف، خواه نقاشی آن یا واقعیتش، زیباست؛ اما ویرانه که شود پیکچرسک است». یا اینکه؛ «درختی که صاعقه به آن برخورد کرده‌است چیزی بیش از فقط زیبا و منزه است. چیزی پیکچرسک است». در حقیقت هنرمندان پیکچرسک، به‌جای طرح‌کشیدن از معماری‌های کلاسیک یا خدایان و مقدسین رنسانس، و دوره‌های باروک، نقش‌های منظره‌های وحشی با تخته‌سنگ‌های بی‌روح، قصرهای فروریخته و رعایای قدخمیده را ترجیح می‌دادند. با این وجود، وجوه بنیادین پیکچرسک در نقاشی به طراحی مناظر بازمی‌گردد. و بعدها همین دیدگاه موجود، به ایجاد پلی میان نقاشی، معماری منظر، طراحی لند اسکیپ و باغ سازی بدل گردیده‌است. ریشه‌های این دیدگاه، در باب لنداسکیپ و منظر سازی را می‌توان در انگلیس قرن هجده میلادی خصوصاً در تئوریهای اوودیل پرایس و ویلیام گیلپین یافت. از نظر پرایس و گیلپین، بر خلاف زیبایی که با سادگی، تقارن، وضوح و نرمی مشخص می‌شود، پیکچرسک با پیچیدگی و تنوع تعریف می‌شود. کیفیت پیکچرسک از توازن، ترتیب و تقارن کاملاً جداست. به عنوان مثال، بیان باغی که مسیرها و فضاهای سبز آن زیبا، موزون و متقارن است با اینکه در طبیعت به خوبی جای گرفته‌است، ضرورتاً نمی‌تواند عامل خروجی یک نقاشی لذت بخش شود. در عوض واکنش و دیدگاهی متفاوت به یک صخره و لمس حس عظمتی خیره‌کننده و مملو از خطر، یک تجربه زیبایی‌شناختی سابلایم یا گروتسک وار است که به همان پیکچرسک تعبیر می‌شود. در سال ۱۷۶۸ که گیلپین استفاده از واژه پیکچرسک را آغاز کرد، انقلاب صنعتی بریتانیا به جریان افتاده بود و نقشه‌برداری ییلاقات بریتانیا در دست تألیف بود تا یک سیستم جدید ریلی ساخته شود که مناسب عصر حمل و نقل سریع باشد. همین تحقیقات محیطی، دیدگاهی نو را برای گیپلین آغاز کرد. او در سال ۱۷۸۲، برای اولین بار توسط مشاهدات خود بر روی River Wye و بخش‌هایی از South Wales، واژه پیکچرسک را مطرح کرد. در واقع پیکچرسک در انگلستان قرن هجده تقریباً معادل هر جایی بود که ارزش نقاشی کردن را داشت. هر جایی که در نقاشی اضافی به نظر نمی‌آمد، و حذف کردن آن لزوماً نباید انجام می‌شد. معنای آن در نهایت در قرن نوزده میلادی به هر چیزی محدود شد که معنایش چنین بود؛ شیوه ای برای تجسم سازی طبیعت که مختص نقاشان است، با دیدی منتقدانه و هنرمندانه از لنداسکیپ طبیعی؛ یعنی شمایلی از توجه که به آدمی امکان کشف آنچه که هنرمند مجسم ساخته‌است را می‌دهد. در سال ۱۸۵۰ میلادی، فردریک لاالمستد و کارلوت واکس سبک پیکچرسک را ارتقا داده و به اشخاصی نوآور در طراحی پارک‌های عمومی مبدل شدند. به بیان آنها، سبک پیکچرسک نظریه زیباشناسی بر اساس ترکیب نقاشی گونه منظر است. آنها هنرمندانی جسور بودند که با قدرت فراوان به مناظره پرداختند و تفکرات و رویه‌های آنها مثال‌هایی را مطرح کرد که نور تازه ای بر طبیعت هنر افکند و حقیقت روستایی را به مناطق شهری آورد. در این سبک پیکچرسک انگلیسی، رویکرد رسمی و طراحی باغ‌ها بر اساسِ قوانینِ دقیق هندسی رد می‌شد. این روش بیان جسورانه، نوآورانه و تجربه گرایانه، مولد موجی نو در طراحی مناظر شهری، باغ‌ها و حتی باغ‌های ملی گردید. در واقع در نظر و آرا تجربه‌گرایان قرن هفدهم و هجدهم انگلیسی، جریان افکاری برگرفته از تجربه شکل و رونق گرفت، چیزی که مقابل باورهایی فطری که پیش از آن به صورت تقدس وار تلقی می‌شد قرار می‌گرفت. این تمرکز تجربه‌گرایانه را می‌توان به وضوح در طراحی باغ‌های سبک آزاد انگلیسی آن دوره مشاهده کرد. این باغ‌ها بازتابی از ساختاری الهی نبودند، بلکه مکان‌هایی بودند که به منظور متأثر کردنِ جریانِ حواس انسان و بسیار هوشمندانه طراحی گردیدند. الیزابت راجرز برای توصیف تأثیرات این سبک نو از طراحی منظر با حالت و اتمسفر اندکی ترسناک، هیجان انگیز، و در عین حال خوشایند، خاطرنشان می‌کند که؛ «قدرت خرابه‌ها در جهت الهام بخشیدن حس و حال مرثیه‌ای مالیخولیایی، پوشش گیاهی تیره که افکار را در مسیر تأملاتی تاریک پیش می‌برد، مراتع سبزِ روشن برای تسکین روحی پرتلاطم، زمین‌های آفتابی که یادآور لحظات شاد به منظور بالا بردن روحیه تا سطح شادی و خشنودی‌اند، رودخانه‌های کوچک و برکه‌های آرام که از صلح و صفا سخن می‌گویند، آبشار بلند و پرسروصدایی که احساسِ ترسِ هیجان‌انگیزی را برمی‌انگیزد. این‌ها مفهوم منظر سازی پیکچرسک هستند». با این تفاسیر و با مرور تاریخچه شکل‌گیری پیکچرسک و ربط پدید آمده میان وجه نقاشی و معماری منظر آن، می‌توان باغ‌ها را به عنوان بازتابی از نظریه‌های فلسفی غالب زمان و مکان خودشان نیز دانست. و باید اذعان نمود که سبک پیکچرسک نقش بسیار پررنگی در نحوه شکل‌گیری مناظر شهری و باغ‌ها داشته‌است. معماری منظر دانشی است که روزگاری با عنوان هنر باغ آرایی Garden Art یکی از مهم‌ترین و تاثیرگذارترین اشکال هنر به‌شمار می‌رفت، که قادر بود قالبی نو برای بیان احساسات ارائه دهد. نزدیک به صد سال است که ملاحظات کاربردی و اجتماعی و زیست‌محیطی، مانع تبلور ماهیت‌های زیباشناختی اصیل و محتوایی در باب معماری منظر شده‌است. اما باز هم هنر به عنوان یگانه ابزار ارتباط غیر کلامی، در سطح وسیعی جایگاه خود را در کنار معماری منظر حفظ کرده‌است.